# Babin (Słupca)
Pour les articles homonymes, voir Babin.
Babin (prononciation : [ˈbabin]) est un village polonais de la gmina de Strzałkowo dans le powiat de Słupca de la voïvodie de Grande-Pologne dans le centre-ouest de la Pologne.
Il se situe à environ 5 kilomètres au nord-est de Strzałkowo (siège de la gmina), à 4 kilomètres au nord de Słupca (siège du powiat) et à 66 kilomètres à l'est de Poznań (capitale régionale).
Le village possède une population de 150 habitants.

## Histoire
De 1975 à 1998, le village faisait partie du territoire de la voïvodie de Konin.

Depuis 1999, Babin est situé dans la voïvodie de Grande-Pologne.